# Arbanassi

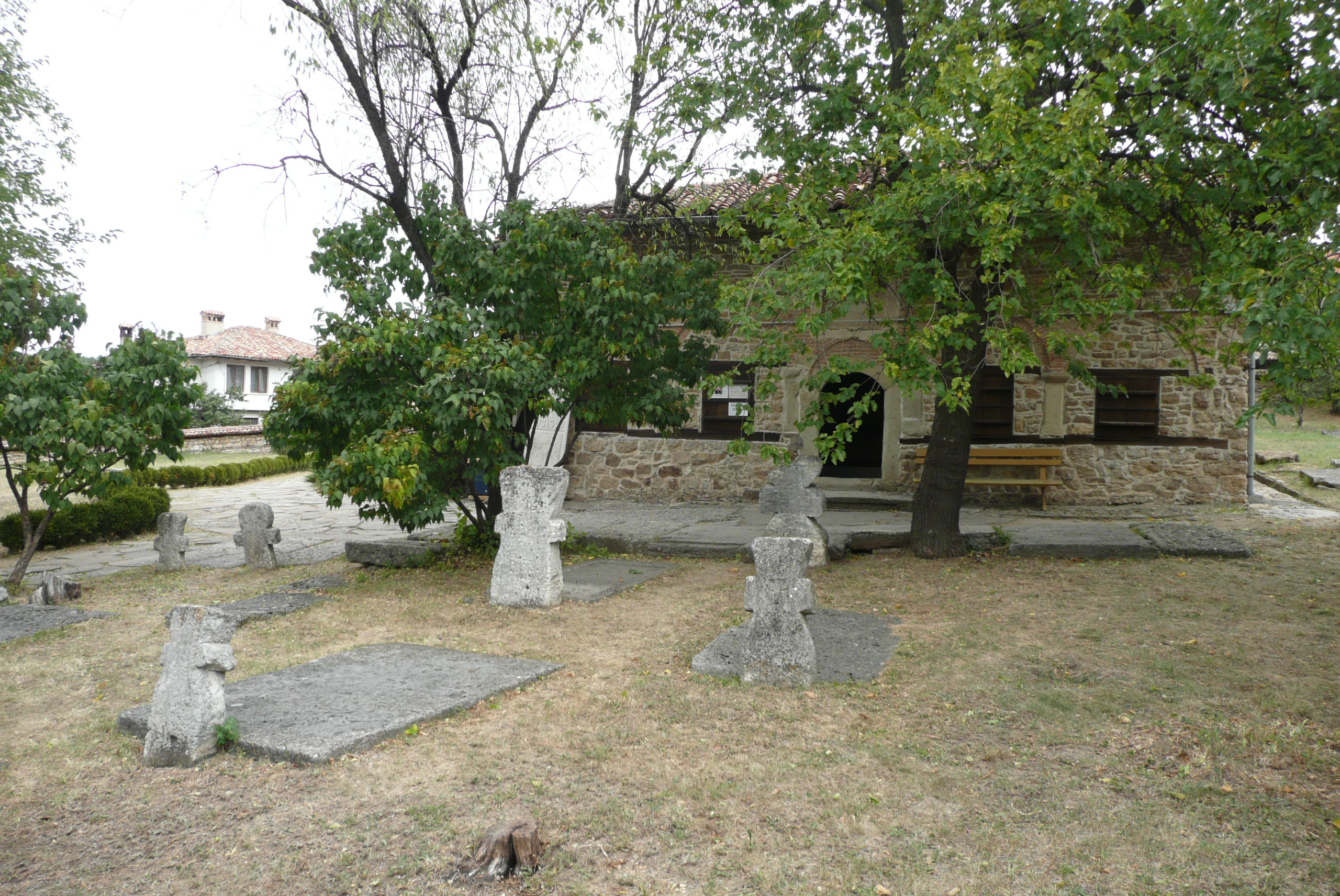
Christi-Geburt-Kirche

Arbanassi (auch Arbanasi, bulgarisch Арбанаси) ist ein Dorf in der Nähe von Weliko Tarnowo in Bulgarien. Es zeichnet sich durch eine vielseitige Geschichte und zahlreiche historische Bauten aus. Vermutlich wurde es durch ein Teil der bulgarischen Aristokratie gegründet. Aus dem 20. Jahrhundert stammen ein ehemaliger Palast von Todor Schiwkow und Hotelbauten.
Die älteste Kirche in Arbanassi ist die Christi-Geburt-Kirche aus dem Ende des 16. Jahrhunderts. Laut Plan war die Kirche als einschiffige Pseudobasilika, mit einem doppelten Dach ohne Kuppel gedacht.
Das Dorf ist seit 2005 Namensgeber für den Arbanassi-Nunatak auf der Livingston-Insel in der Antarktis.

## Galerie

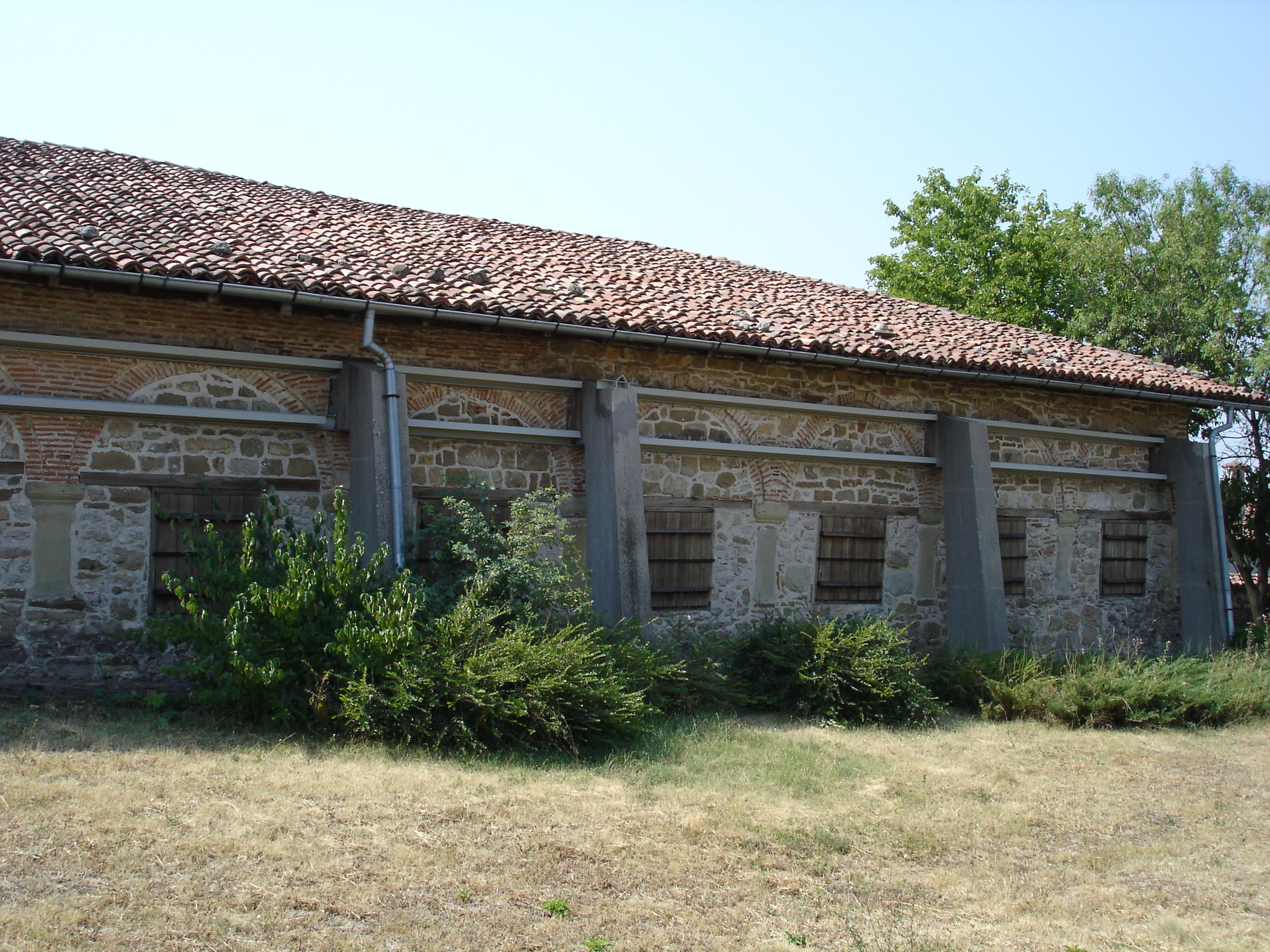
Christi-Geburt-Kirche
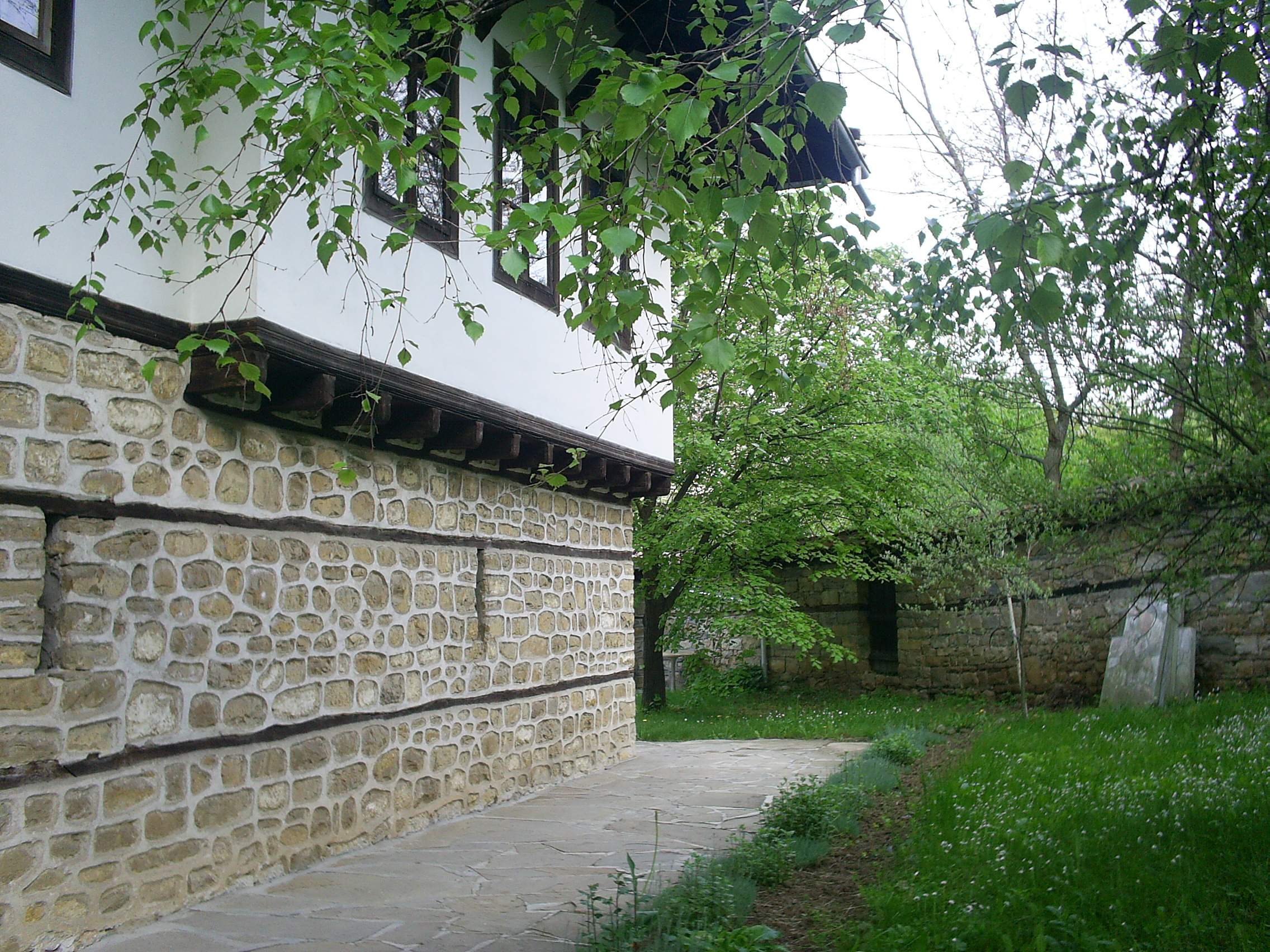
Altes Haus
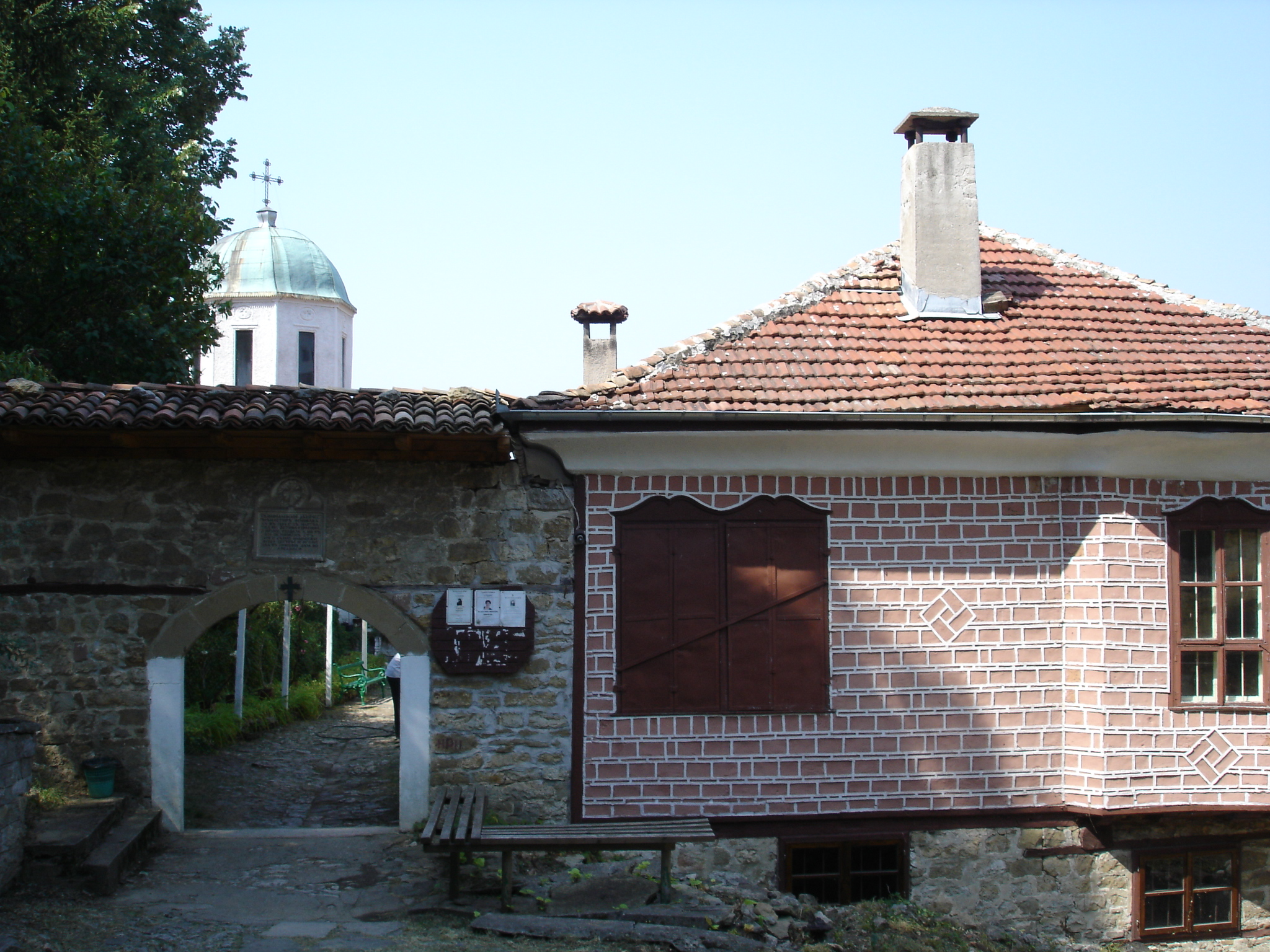
Kloster Hl. Nicolas
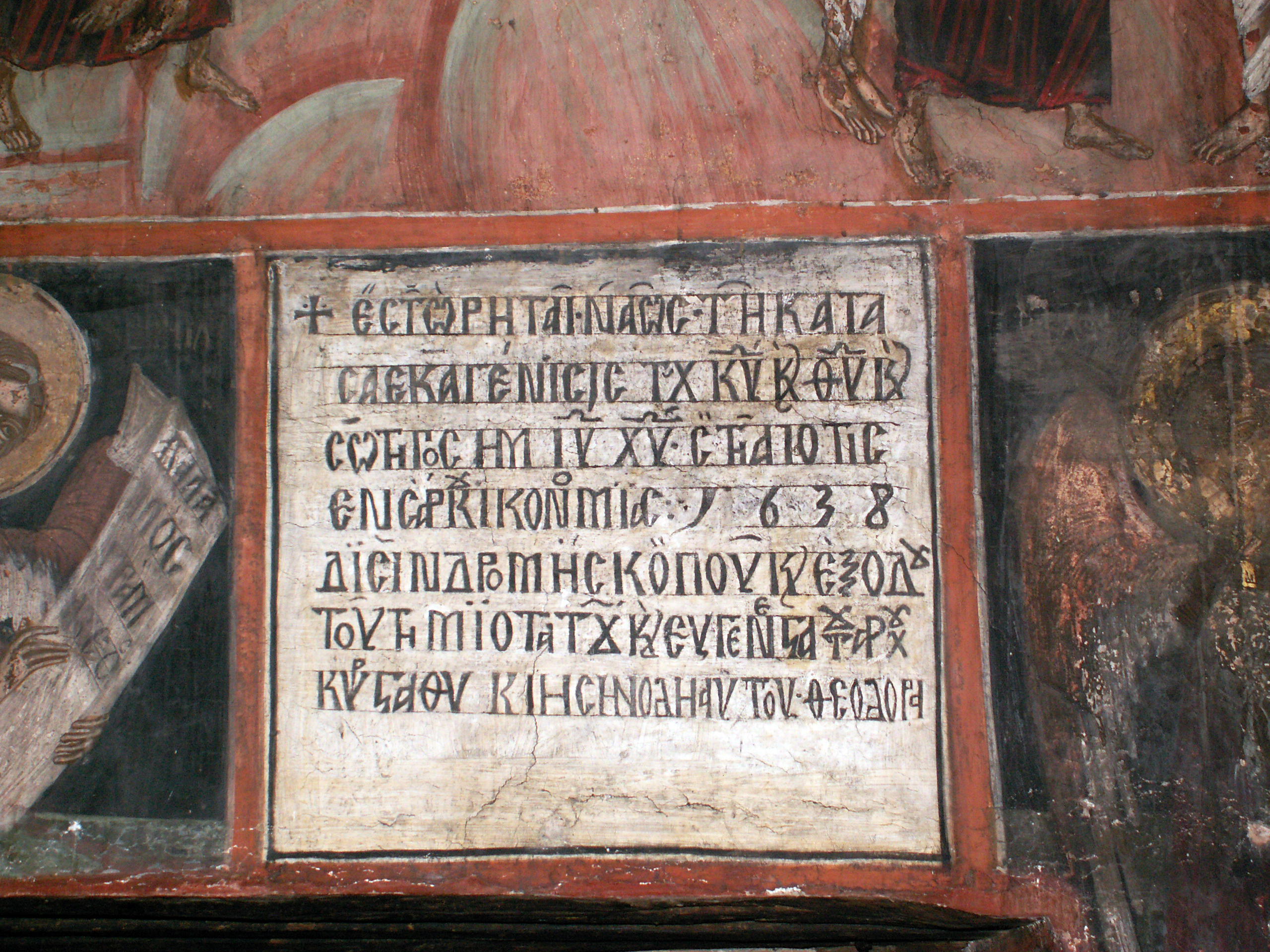
Inschrift aus dem 17. Jahrhundert in Griechisch